# パズルクエスト〜アガリアの騎士〜
『パズルクエスト〜アガリアの騎士〜』（パズルクエスト アガリアのきし、Puzzle Quest: Challenge of the Warlords）は、オーストラリアのInfinite Interactiveが開発しディースリー・パブリッシャーより2007年に発売されたゲームソフト。
日本では2007年9月19日にXbox 360版が、2009年10月1日にPlayStation 3版が配信されている。また、『THE パズルクエスト〜アガリアの騎士〜』のタイトルで、2007年9月27日にPlayStation Portable版（SIMPLE2500シリーズ Portable!! Vol.11）が、同年11月29日にニンテンドーDS版（SIMPLE DSシリーズ Vol.23）が発売。2019年9月19日には新規要素を加えたNintendo Switch版『Puzzle Quest:The Legend Returns』が発売された。

## 概要
戦闘やモンスターの捕獲・調教、呪文の習得、アイテムの作成などをパズル（マッチ3ゲーム）で行うコンピュータRPG。
戦闘は交互にジェムを動かし、同じジェムを3つ以上並べることでジェムが消えるとともに、以下のような効果を与える。
- 魔法ジェム - 赤、青、黄、緑があり、それぞれに対応した魔法を使うためのマナ（魔力）が溜まる。
- ガイコツジェム - 相手のHPにダメージを与える。
- スタージェム - 経験値が入る。
- ゴールドジェム - お金が入る。

また、4つ以上を同時に並べるとターンボーナスとなり、続けてジェムを動かすことが出来る。

## 関連作品
Puzzle Quest 2
続編。日本ではスマートフォン向けに配信されているが日本語化されていない。
パズルクエスト：ギャラクトリックス
宇宙を舞台としたパズルクエスト。日本では2009年にXbox 360版、PlayStation 3版が配信されている。
マーベル・パズルクエスト：ダークレイン
2013年にスマートフォン向けに配信開始されたマーベルキャラをテーマにしたパズルクエスト。2015年にはXBOX 360版、PlayStation 3版、Xbox One版、PlayStation 4版も配信された。